# Pierre Burgeot
Pierre Burgeot est un critique de théâtre et un homme politique français né le 21 mars 1886 à Rillieux, dans l'Ain (aujourd'hui Rillieux-la-Pape dans le Rhône), et décédé le 18 juillet 1965 à Paris.

## Biographie
Secrétaire général de la Fédération républicaine du Rhône, il est élu conseiller général du Rhône en 1934 puis conseiller municipal de Lyon en 1935. L'année suivante, il est élu député du département et rejoint logiquement le groupe de la Fédération à la Chambre des députés. Au Parlement, il se montre un farouche opposant à l'avortement et un défenseur actif du théâtre lyrique.
Le 10 juillet 1940, il vote en faveur de la Remise des pleins pouvoirs au Maréchal Pétain. Il est néanmoins démis de ses fonctions au Conseil municipal de Lyon par le gouvernement de Vichy et s'engage dans la Résistance lyonnaise.
Cette attitude lui permet d'être à nouveau nommé au Conseil municipal de Lyon par le préfet du Rhône en 1945, et de retrouver le Parlement : avec 10.2 % des voix, il est le seul élu de la liste d'Union des comités républicains lors des élections de 1945 à la Constituante ; il siège au groupe du Parti républicain de la liberté.
Il ne sollicite pas le renouvellement de ses mandats et se retire à Paris, où il milite au comité du 10e arrondissement du Centre national des indépendants et paysans. Il est également vice-président de la Fédération nationale de l'artillerie.

## Sources
- « Pierre Burgeot », dans le Dictionnaire des parlementaires français (1889-1940), sous la direction de Jean Jolly, PUF, 1960 [détail de l’édition]